# Santa Ana River
Santa Ana River rinner upp i San Bernardino County, Kalifornien i naturskyddsområdet San Bernardino National Forest. De högst belägna källorna är Dollar Lake (2810 m ö.h. och Dry Lake (2763 m ö.h.), båda på nordsidan av San Gorgonio Mountain i San Gorgonio Wilderness som ligger i San Bernardino Mountains. Den del av avrinningsområdet som ligger över 2600 meters höjd får större delen av sin nederbörd i form av snö.
Efter att ha runnit drygt 150 km genom San Bernardino County, Riverside County och Orange County når floden floden Stilla Havet mellan Newport Beach och Huntington Beach. Floden är en av de största i södra Kalifornien. 
På grund av södra Kaliforniens torra klimat, fördämningar och vattentäkter rinner väldigt lite vatten i floden stora delar av året. Dock svämmar Santa Ana River ofta under vintern och svåra översvämningar har inträffat åren 1862, 1938 och 1969.